# Myotis dominicensis
Myotis dominicensis är en fladdermusart som beskrevs av Miller 1902. Myotis dominicensis ingår i släktet Myotis och familjen läderlappar. IUCN kategoriserar arten globalt som sårbar. Inga underarter finns listade i Catalogue of Life.
Denna fladdermus är bara känd från öarna Dominica och Guadeloupe. Individer hittades vilande i fruktodlingar och i grottor. I grottor bildar arten kolonier med 200 till 300 medlemmar.